# Lovětín (stacja kolejowa)
Lovětín – stacja kolejowa w miejscowości Lovětín, w kraju południowoczeskim, w Czechach. Znajduje się na linii 228 Jindřichův Hradec – Obrataň, na wysokości 500 m n.p.m..  

## Linie kolejowe
- 228: Jindřichův Hradec – Obrataň